# Дебёр, Шарль
Шарль Т. Ж. Дебёр (фр. Charles T. G. Debeur , 24 марта 1906 — 1981) — бельгийский фехтовальщик, чемпион мира.
Родился в 1906 году. В 1928 году на Олимпийских играх в Амстердаме стал 4-м в командном первенстве на шпагах, и 7-м — в личном зачёте. На Международном первенстве по фехтованию 1929 года завоевал серебряную медаль в командном первенстве на рапирах, а на Международном первенстве по фехтованию 1930 года — золотую медаль в командном первенстве на шпагах. В 1936 году на Олимпийских играх в Берлине занял 5-е места как в личном, так и в командном первенстве на шпагах. В 1937 году Международная федерация фехтования признала все проходившие ранее Международные первенства по фехтованию чемпионатами мира.
В 1948 году принял участие в Олимпийских играх в Лондоне, где стал 5-м в командном первенстве на шпагах.